# Шаккалой
Шаккалой (чечен. Шок-кхелли) — покинутый аул в Итум-Калинском районе Чеченской Республики.

## География
Расположен на правом берегу реки Хочарой Ахк, к юго-западу от районного центра Итум-Кали.
Ближайшие населённые пункты и развалины бывших аулов: на северо-востоке — бывший аул Хачарой-Эхк и село Тусхарой на северо-западе — бывшие аулы Цюники и село Тазбичи, на юго-востоке — село Ведучи, на западе — село Люнки.
В долине реки Хачарой-Экх в 70 км от Грозного в селе Ведучи находится горнолыжный курорт.